# バンガード・グループ
バンガード・グループ（The Vanguard Group, Inc.）は、アメリカ合衆国の登録投資顧問・資産運用会社。ペンシルベニア州に本社を置く。ブラックロック、ステート・ストリートと並ぶ世界最大規模の資産運用会社であり、世界初のインデックス型投資信託（インデックスファンド）を個人投資家に提供した。2020年1月31日時点の運用総資産額は7.1兆米ドル（約765兆円）だった。ブラックロックに次ぐ、世界2位の投資信託および上場投資信託（ETF）の提供者である。投資信託とETF以外にも証券サービス、ファイナンシャル・アドバイス・サービス、教育資金サービス、など数々のサービスを提供している。
創業者のジョン・ボーグルは、世界初の個人投資家向けのインデックスファンドを設定した人物であり、幅広く投資家に低コストで投資ができる機会を与えた人物としても知られ、「インデックスファンドの父」とも呼ばれている。バンガードは上場企業ではなく第三者株主が存在しないため、ファンドの保有者がバンガードのファンドであり、バンガードのファンドに投資をする投資家がバンガードの保有者になる仕組みで経営されている。この独創的な会社構造により、ファンドの利益は第三者株主等ではなく、バンガードのファンドに投資をする投資家に還元されることになる。
世界各国で19拠点のオフィスを持ち、全世界に約1万7千人もの従業員を雇用する。日本の現地法人となるバンガード・インベストメンツ・ジャパン株式会社は2000年に設立され、約20年間日本の投資家にバンガード商品を提供してきた。後にバンガード・インベストメンツ・ジャパン株式会社は2021年4月30日付で解散の株主総会決議をしており、それに伴いウェブサイトを閉鎖したため、現在はTeneo Partners 株式会社へ移行している。

## 歴史

### 創業以前（1951年 - 1974年）
創立者のジョン「ジャック」ボーグルはプリンストン大学の卒業論文では、投資信託が継続的に市場平均を上回ることは極めて難しく、それより市場平均に連動する幅広く分散されたインデックス型投資信託（インデックスファンド）のほうが有効な投資ツールだ、と述べた。1951年にボーグルが書いた、低コスト、分散、規律などというインデックス投資の基本原則を見通していた論文が、バンガードの立ち上げ後に商品化させたインデックスファンドの基礎的なコンセプトとなった。
ボーグルが書いた卒業論文が、プリンストン大学の卒業生である米国で最も歴史のあるバランスファンドのウェリントン・ファンドの運用会社を1929年に創業したウォルター・L・モーガンの目にとまった。モーガンは22歳の青年を1951年にフィラデルフィアを拠点とする自身の投資運用会社であるウェリントン・マネージメントで採用した。これが、ボーグルの資産運用業界におけるキャリアの始まりだった。1965年にボーグルは35歳にしてウェリントンの社長として就任し、1966年にはボストンに拠点を置くファンド・マネジメント会社とM&Aを行ったが、M&Aが失敗してしまったため、1974年にM&Aの責任者であったボーグルは一度社長を解任された。ボーグルはそのことについてこう述べている：「あれ（解任されたこと）は、言い訳がきかない酷い間違いだったが、大きな学びでもあった。あのときクビになっていなければ、現在のバンガードは存在しない。」

### バンガードの誕生と成長（1974年 - 1999年）
社長退任後も引き続きウェリントンの取締役会に所属していたボーグルは、他の経営陣との話し合いを続け、最善の商品を提供していくことの重要性と信念を伝え続けた。何度も交渉を重ねた結果、最終的にウェリントンが運用するいくつかのファンドの販売と事務管理のみを担う、新たな子会社の責任者を務めることになった。これが、「バンガード」の始まりとなり、バンガード・グループは1974年9月24日に設立された。ボーグルが名付け親である社名「バンガード」の由来は、フランス革命戦争における戦闘の一つ「ナイルの海戦」での、英雄ホレーショ・ネルソン提督の率いた旗艦名である。ボーグルは会長と最高責任者を務め、27人の従業員と共に独自性と独立性を追求したバンガードのビジネスを始めた。
創業してまもなくボーグルと同僚たちは、どのようなファンドを立てたら投資家に最も還元ができるかについて研究を重ねた。研究の結果、S&P 500のインデックスに連動するファンドのリターンを継続的に上回るアクティブファンドは存在しないという結論に至り、個人投資家用のファンドとしてS&P 500に連動するファンドを立てることに決めた。このファンドは従来のバランスファンドなどと異なり、S&P 500に含まれる500銘柄のみを保有、当時のアクティブファンドの年間平均経費率約2-3%に対し、年間わずか0.5%の経費率で提供することになった。この低コストを実現できた理由の一つは、アクティブに運用を担当するファンドマネージャーなどは存在せず、S&P 500指数に連動するだけという革新的な仕組みで運営のコストや手間を減らせたことからきている。前代未聞の運用モデルのこのファンドは、「ファースト・インデックス・インベストメント・トラスト」と名付けられた。
1976年にボーグルは、現在「S&P 500インデックスファンド」として知られているファースト・インデックス・インベストメント・トラストを設定後、米国中を巡り数々の証券会社に提案したが、業界でのこの革新的な試みは、伝統的な証券会社からは中々良い反応が得られず苦戦をした。また、当ファンドは設定当初たった1,400万ドルしか投資家の資金を集められず、周囲はボーグルにこのような低コストのインデックスファンドでビジネスを行うことを、諦めるように提案したといわれている。「ファンドを償還して、投資家に返したらどう？」と多方面から言われ続けたが、ボーグルはファンドを運用し続けることにした。
しかし、人々の批判は続いた。運用資産の初期目標（1億5,000万ドル）の10分の1にすら到達できていなかったファースト・インデックス・インベストメント・トラストは、多くの人に「ボーグルの愚行」と言われ、「インデックスファンド自体がアメリカらしくない」と激しく叩かれた。この批判の根源には、市場に連動する「平均的」なリターンでは満足せず、「最も高いリターンを求めることこそがアメリカ流の投資である」という考えがあった。
それでもボーグルは、ファンドに込めた希望を決して捨てずに粘り続けた。そして1981年には、ファンドの設定以降ウェリントン・マネージメントに任せていたファンドのマーケティングと販売を、バンガードで全て一括管理することになった。その結果、ボーグルの熱意を直接投資家に伝えることができ、ファースト・インデックス・インベストメント・トラストは少しずつ成長し、設立から6年後の1982年、ついに運用資産が1億ドルを突破した。さらに1988年には10億ドルを突破し、時間が経つにつれてインデックスファンドとそのコンセプトが少しずつ投資家に受け入れられ、普及していった。

### 現在（1999年 - ）
1999年にボーグルは70歳でバンガードの会長・社長を退任し、ジョン・ブレナンが後任として社長に就任した。2008年にはフレデリック・ウィリアム・マクナブ3世が社長に就任し、2017年に後任のモーティマー・J・バックリーがバンガードの4人目の社長として就任した。現在の資産運用残高（AUM）は、約5.4兆米ドル（2019年5月末時点）で、400以上の投資信託とETF（上場投資信託）を世界中の約2000万人以上の投資家に提供する。